# José Luis Roncallo
José Luis Roncallo (* 5. Oktober 1875 in Buenos Aires; † 11. Juni 1954 in Rosario) war ein argentinischer Pianist, Bandleader und Tangokomponist.

## Leben
Der Sohn eines aus Italien stammenden Musikers spielte bereits in seiner Kindheit Klavier, Kontrabass und Harmonium. In der Firma Rinaldi-Roncallo half er seinem Vater beim Bau von Pianolas und Drehorgeln. Sein Lehrer war Santo Discépolo, der Vater von Armando und Enrique Santos Discépolo. Er hatte seine ersten Auftritte in Zarzuela- und Sainetetheatern und gründete siebzehnjährig ein eigenes klassisches Orchester, mit dem er in den Hotels Paris und Español, im Restaurant Royal Keller und im Jockey Club auftrat. Für Ángel Villoldo, der Noten nicht lesen und schreiben konnte, schrieb er die Partitur von dessen Tango El choclo.
1904 wurde er nach Rosario eingeladen, um die Musik für eine Zarzuelaaufführung zu orchestrieren. Dort traf er im Varieté Casino ein von José Luis Padula geleitetes Trio. Für Padula besorgte er die Niederschrift von dessen Tango Nueve de julio, der ein Klassiker der Tangoliteratur wurde. Um 1926 leitete er im Savoy Hotel ein aus zehn Musikerinnen bestehendes Ensemble. Danach musste er wegen zunehmender Lähmungen seine aktive Laufbahn als Musiker beenden. Francisco Canaro widmete ihm 1955 eine Sendung bei Radio El Mundo.

## Kompositionen
- El purrete
- El rosarino
- La cachiporra
- El americano
- La pavada
- Revista
- Guido
- Paradas
- El porteño
- Ni fósforos
- No crea rubio
- Te pasaste
- Che, sacámele el molde
- La cuerda floja
- Cuá cuá